# Sancho Macerátiz
Sancho Macerátiz (m. antes de 1075) fue un noble del reino de Pamplona, de estirpe regia, que ejerció la tenencia de Oca. El apellido por el que se le conoce, Macerátiz, pudo ser, según el historiador Gregorio Balparda de las Herrerías, un apodo que vendría del euskera «matzer» (deforme) o «matzertu» (deformar), tal vez por alguna deformidad física.

## Esbozo biográfico
Varios historiadores, empezando con el Padre Moret y seguido por otros, incluyendo  Balparda, Antonio Ubieto Arteta y José María Lacarra, han identificado a Sancho Macerátiz, que fue tenente en Oca con el infante Sancho Garcés, hijo ilegítimo del rey García Sánchez III de Pamplona, que falleció el 6 de enero de 1083 en la traición de Rueda y que estuvo casado con Constanza. Opinan que después de enviudar de Constanza, contrajo un segundo matrimonio con Andregoto, la esposa documentada de Sancho Macerátiz.  Sin embargo, la esposa de Sancho Macerátiz aparece, ya viuda, en el Monasterio de San Millán de la Cogolla en 1075 con sus cinco hijos. El infante Sancho Garcés y su esposa Constanza, por otro lado, están documentados en 1074 en el monasterio de Santa María de Otero de las Dueñas cuando su medio hermano, el rey Sancho Garcés IV les donó unas casas y tierras en Calahorra. Es imposible, entonces, que ya para 1075 el infante Sancho Garcés, quien en 1074 aparece con Constanza, haya contraído un segundo matrimonio y fuese padre de otros cinco hijos. Además, Sancho Garcés no falleció hasta siete años más tarde (1083), lo cual indica que es un personaje distinto a Sancho Macerátiz que ya había fallecido para 1075.
No se conoce la filiación de Sáncho Macerátiz pero, dado sus cargos y su matrimonio con una descendiente de la reina Andregoto Galíndez, probablemente era miembro la casa real de Pamplona.

## Matrimonio y descendencia
Sancho Macerátiz contrajo matrimonio con Andregoto, quien en el documento de San Millán de 1075 menciona a su tía o tía abuela por parte materna ex avuncula mea regina domna Endrigoto, es decir, la reina Andregoto Galíndez.  De este matrimonio nacieron por lo menos cinco hijos que Andregoto menciona en la donación al monasterio de San Millán en 1075:
- Sancho Sánchez de Erro (fallecido entre 1127 y 1128)[4][6]
- Andregoto Sánchez[4][6]
- Sancha Sánchez, casada con el conde Gonzalo Salvadórez[4][6][9]
- Jimena Sánchez[4][6]
- Velasquita Sánchez[4][6]

Sancho Macerátiz también fue padre de Fortún Sánchez, que también pudo ser hijo de Andregoto aunque no figura en el documento de San Millan  con Andregoto y sus hermanos. Fue tenente en Huarte y en Peralta. En un documento de 1080 del monasterio de Leyre, confirman Fortún Sánchez como tenente en Huarte seguido por su hermano Sancho Sánchez, en Erro (Senior Fortunio Sanz in Huart. Frater eius Sancio Sanz in Erro).